# Brian McKeever
Brian McKeever (Calgary, 18 giugno 1979) è un fondista e biatleta canadese, atleta ipovedente vincitore di dodici medaglie paralimpiche che, nel fondo, partecipa anche a competizioni non paralimpiche.
Suo atleta guida è il fratello Robin, a sua volta fondista di alto livello, così come il nipote Xavier.

## Biografia
Pur essendo afflitto dalla sindrome di Stargardt, che lo rende non vedente al 90%, ha gareggiato ai Mondiali di sci nordico per normodotati di Sapporo 2007, nello sci di fondo (21º nella 15 km tecnica libera, 33º nella 50 km a tecnica classica con partenza in linea, 39º nella 30 km a inseguimento)
Pur essendosi qualificato per disputare la 50 km a tecnica classica con partenza in linea ai XXI Giochi olimpici invernali di Vancouver 2010, il selezionatore nella nazionale canadese gli preferì un atleta normodotato, impedendogli così di diventare il primo atleta al mondo in grado di competere ai Giochi olimpici e ai Giochi paralimpici nello stesso anno.
La sua guida, nelle gare per ipovedenti, è il fratello Robin, il quale però in alcune competizioni per normodotati è stato staccato da Brian. Così è accaduto a anche ai Giochi paralimpici di Vancouver 2010, quando nella gara del km sprint, terza medaglia d'oro olimpica di Brian, il non vedente canadese ha staccato di parecchio il fratello giungendo da solo al traguardo.

## Palmarès

### Sci di fondo

#### Paralimpiadi
- 12 medaglie:
  - 10 ori (5 km a tecnica classica, 10 km a tecnica libera disabili visivi a Salt Lake City 2002; 5 km a tecnica libera, 10 km a tecnica classica disabili visivi a Torino 2006; 1 km sprint, 10 km a tecnica classica, 20 km a tecnica libera disabili visivi a Vancouver 2010; sprint disabili visivi, 20 km a tecnica libera disabili visivi, 10 km a tecnica libera disabili visivi a Soči 2014)
  - 2 argenti (20 km a tecnica libera disabili visivi a Salt Lake City 2002; 20 km a tecnica classica disabili visivi a Torino 2006)

#### Coppa del Mondo
- Miglior piazzamento in classifica generale: 168º nel 2017[6]

#### Nor-Am Cup
- Miglior piazzamento in classifica generale: 10º nel 2013[6]
- 4 podi:
  - 2 vittoria
  - 1 secondo posto
  - 1 terzo posto

#### Australia New Zealand Cup
- Miglior piazzamento in classifica generale: 7º nel 2014[6]
- 3 podi:
  - 1 vittoria
  - 2 secondi posti

### Biathlon

#### Paralimpiadi
- 1 medaglia:
  - 1 bronzo (7,5 km disabili visivi a Torino 2006)